# Китаками (горы)
Китака́ми (яп. 北上山地 Китаками санти) — горный хребет в Японии, в северо-восточной части острова Хонсю.
Протяженность хребта составляет около 200 км, ширина — до 60 км. Высшая точка — гора Хаятине (1914 м). На западе хребет ограничен долинами рек Китаками и Мабети; на востоке обрывается к Тихому океану, при этом в южной части гор образуется множество заливов и бухт.
Хребет сложен главным образом метаморфическими породами палеозойского возраста. Имеются месторождения железной руды. На склонах произрастают широколиственные и смешанные леса. Население занимается лесным хозяйством и морским рыболовством, в долинах — земледелием и скотоводством.